# Bill Farmer
Bill Farmer (Pratt, Kansas, 14 november 1952) is een Amerikaans acteur, komiek, presentator en stemacteur. Hij is voornamelijk bekend als de stem van het Disney-personage Goofy. Deze rol vertolkt hij sinds 1986. Hij vertolkt ook de stemmen van Pluto en Karel Paardepoot.

## Biografie
Farmer werd geboren op 14 november 1952 in Pratt als tweede kind van een gezin. Zijn ouders zijn van Engelse en Welshe komaf. Zijn eerste baan verkreeg hij op 15-jarige leeftijd als stemacteur op een plaatselijke radiozender.
Hij verhuisde in 1982 naar Dallas en trouwde met zijn huidige vrouw in 1985. Samen kregen ze een zoon.
Farmer vertrok in 1986 naar Hollywood om daar op advies van zijn manager werk als stemacteur te zoeken, terwijl zijn vrouw in Dallas bleef wonen. Nadat hij bij Disney was aangenomen, verhuisde zijn vrouw ook definitief naar Hollywood.

## Carrière
In 1975 studeerde hij af aan de Universiteit van Kansas en begon hij stemmen te vertolken in radiohoorspelen en reclameboodschappen op lokale radio- en televisiezenders. Daarnaast speelde hij voornamelijk als komiek in diverse komedieclubs.
Zijn eerste grote rol speelde Farmer als journalist Justin Ballard-Watkins in de eerste RoboCop-film.
Farmer deed in 1987 auditie voor de rol van Goofy. Hiervoor bestudeerde hij hoe de oorspronkelijke stemacteur, Pinto Colvig, de rol van Goofy in de klassieke Disney-tekenfilms uitvoerde. Hij kreeg zowel de rol van Goofy als Pluto toegewezen en nam zo de rol over van Tony Pope, die de rol tussen 1977 en 1987 had vertolkt. Later kwam het personage Karel Paardepoot er ook bij. Farmer heeft sindsdien alle keren de stem van Goofy en Pluto ingesproken voor televisie, film, luisterboeken en (computer)spellen. Zijn grootste optredens als Goofy waren in de Disney-animatieserie Goof Troop en de film A Goofy Movie en later in House of Mouse.
Naast de rollen van Goofy en Pluto vertolkte hij in de jaren tachtig en negentig ook voor Warner Brothers diverse bekende personages, zoals Yosemite Sam, Sylvester en Foghorn Leghorn. Daarnaast had hij vooral veel gastoptredens als stemacteur in diverse animatieseries en videospellen. Farmer spreekt voornamelijk personages in met een hoog of Zuid-Amerikaans accent.
Sinds 2014 speelt hij voor Disney ook andere rollen in animatieseries naast Goofy. Van 2014 tot 2016 speelde hij de leider van de 7D, in de gelijknamige serie. Sinds 2019 vertolkt hij de stem van Hopediah Plantar (Hop-Pop) in Amphibia.
In 2020 presenteerde Farmer voor het eerst een programma als presentator. It's a Dog's Life with Bill Farmer is een documentaire en reisserie waarin Farmer de wereld rondreist en diverse hondenrassen en hun baasjes ontmoet, beschrijft en in hun natuurlijke omgeving opzoekt. Ook wordt in het programma aandacht besteed aan bijzondere, belangrijke honden als reddingshonden, politiehonden en blindengeleidehonden. De serie wordt geproduceerd door Disney en is exclusief te zien op Disneys streamingdienst Disney+.
Daarnaast speelt Farmer regelmatig comedy in de comedyclubs van de keten Laugh Factory.

## Prijzen
- In september 2009 werd Farmer door Disney benoemd tot Disneylegende.
- In 2011 won hij de Friz Award in de categorie Animatie tijdens het internationale Familiefilmfestival.
- Hij heeft daarnaast ook diverse Annie Awards gewonnen in de categorie stemacteren.

## Filmografie

### Animatieseries
| Jaar       | Serie                                      | Rol                                                |
| ---------- | ------------------------------------------ | -------------------------------------------------- |
| 1988       | Mighty Mouse: The New Adventures           | Diverse stemmen                                    |
| 1989       | Goofy About Health                         | Goofy                                              |
| 1989       | Betty Boop's Hollywood Mystery             | Fergie Furbelow                                    |
| 1989       | Goody Field Trips                          | Goofy                                              |
| 1990       | Goofy's Guide to Success                   | Goofy                                              |
| 1991       | Murphy Brown                               | George Bush                                        |
| 1992       | Raw Toonage                                | Goofy                                              |
| 1992-1994  | Goof Troop                                 | Goofy                                              |
| 1992-1993  | Wild West C.O.W.-Boys of Moo Mesa          | Puma                                               |
| 1993       | Bonkers                                    | Goofy                                              |
| 1995       | What-a-Mess                                | Diverse stemmen                                    |
| 1996       | Quack Pack                                 | Pluto                                              |
| 1998       | Paracycling                                | Goofy                                              |
| 1999       | Disney's Mouseworks Spaceship              | Goofy                                              |
| 1999-2000  | Mickey Mouse Works                         | Goofy, Pluto, Karel Paardepoot                     |
| 2001-2003  | Disney's House of Mouse                    | Goofy, Pluto, Karel Paardepoot                     |
| 2003       | Porco Rosso                                | Diverse stemmen                                    |
| 2003-2004  | Totally Spies!                             | De president                                       |
| 2003-2006  | The Grim Adventures of Billy & Mandy       | Stank Williams, Blort Sportscaster                 |
| 2004-2005  | Harvey Birdman: Attorney at Law            | Secret Squirrel                                    |
| 2004       | Astro Boy                                  | Tawashi                                            |
| 2005       | Loonatics Unleashed                        | Mr. Leghorn                                        |
| 2006-2016  | Mickey Mouse Clubhouse                     | Goofy, Pluto                                       |
| 2006-2015  | Robot Chicken                              | Bugs Bunny, Daffy Duck, Pubertis                   |
| 2006       | The Adventures of Jimmy Neutron Boy Genius | Diverse stemmen                                    |
| 2006       | Ergo Proxy                                 | Al                                                 |
| 2006-2007  | VeggieTales                                | Diverse stemmen                                    |
| 2007       | Higglytown Heroes                          | Jay                                                |
| 2008       | The Banana Splits                          | Fleegle, Bingo                                     |
| 2008-2013  | The Garfield Show                          | Diverse stemmen                                    |
| 2010       | 'Til Death                                 | George Bush                                        |
| 2010       | Jonah Hex: Motion Comics                   | Diverse stemmen                                    |
| 2011-2016  | Minnie's Bow-Toons                         | Goofy, Pluto                                       |
| 2013-heden | Mickey Mouse                               | Goofy, Pluto                                       |
| 2014-2016  | The 7D                                     | Doc, Sir Yips-A-Lot                                |
| 2017       | Jake en de Nooitgedachtland Piraten        | Ghostly Bob                                        |
| 2017       | Mickey and the Roadster Racers             | Goofy, Pluto, Karel Paardepoot, burgemeester Kever |
| 2019       | Vampirina                                  | Larry Moss                                         |
| 2019-2022  | Amphibia                                   | Hopediah (Hop-Pop) Plantar                         |
| 2020       | Ducktales                                  | Goofy                                              |
| 2020       | The Wonderful World of Mickey Mouse        | Goofy                                              |

### Animatiefilms
| Jaar | Film                                                        | Rol                                      |
| ---- | ----------------------------------------------------------- | ---------------------------------------- |
| 1988 | Who Framed Roger Rabbit                                     | Diverse stemmen                          |
| 1990 | The Prince and the Pauper                                   | Goofy, Pluto, Karel Paardepoot, wezels   |
| 1990 | Disney Sing-Along-Songs: Disneyland Fun                     | Goofy, Pluto                             |
| 1991 | Rover Dangerfield                                           | Diverse stemmen                          |
| 1991 | Beauty and the Beast                                        | Stanley                                  |
| 1993 | Disney Sing-Along-Songs: The Twelve Days of Christmas       | Goofy                                    |
| 1995 | Theodore Rex                                                | Diverse stemmen                          |
| 1995 | A Goofy Movie                                               | Goofy                                    |
| 1995 | Runaway Brain                                               | Pluto                                    |
| 1995 | Toy Story                                                   | Omroeper                                 |
| 1996 | Space Jam                                                   | Foghorn Leghorn, Sylvester, Yosemite Sam |
| 1996 | The Hunchback of Notre Dame                                 | Soldaten van Frollo                      |
| 1997 | Casper: Een geestig begin                                   | Stinkie                                  |
| 1997 | Cats Don't Dance                                            | Verslaggever                             |
| 1997 | Hercules                                                    | Bouwvakkers                              |
| 1998 | Een luizenleven                                             | Mieren                                   |
| 1998 | Casper Meets Wendy                                          | Stinkie                                  |
| 1998 | The Spirit of Mickey                                        | Goofy                                    |
| 1999 | The Iron Giant                                              | Robert                                   |
| 1999 | Toy Story 2                                                 | Diverse stemmen                          |
| 1999 | Mickey's Once Upon a Christmas                              | Goofy, Pluto                             |
| 2000 | An Extremely Goofy Movie                                    | Goofy                                    |
| 2001 | Monsters, Inc.                                              | CDA, fotograaf                           |
| 2001 | The Wacky Adventures of Ronald McDonald                     | Ridder, maffiabaas                       |
| 2001 | Mickey's Magical Christmas: Snowed in at the House of Mouse | Goofy                                    |
| 2002 | Mickey's House of Villains                                  | Goofy                                    |
| 2003 | Brother Bear                                                | Edgar                                    |
| 2003 | Mickeypalooza                                               | Goofy                                    |
| 2004 | Paniek op de Prairie                                        | Ezel                                     |
| 2004 | The Lion King 1½                                            | Goofy                                    |
| 2005 | Son of the Mask                                             | Otis de hond                             |
| 2006 | Ice Age: The Meltdown                                       | Diverse stemmen                          |
| 2006 | Cars                                                        | Diverse stemmen                          |
| 2007 | Happily N'Ever After                                        | Diverse stemmen                          |
| 2007 | Surf's Up                                                   | Diverse stemmen                          |
| 2008 | Horton Hears a Who!                                         | Willie Tijger                            |
| 2010 | I Want Your Money                                           | George H.W. Bush, George W. Bush         |
| 2012 | The Lorax                                                   | Stratenveger                             |
| 2013 | Monsters University                                         | Jason Chiang                             |
| 2015 | Minions                                                     | Diverse stemmen                          |
| 2016 | The Secret Life of Pets                                     | Diverse stemmen                          |
| 2016 | Sing                                                        | Bob                                      |
| 2017 | Despicable Me 3                                             | Diverse stemmen                          |
| 2018 | The Grinch                                                  | Sam de buschauffeur                      |
| 2020 | Phineas and Ferb the Movie: Candace Against the Universe    | Hermellivue                              |
| 2023 | Once Upon a Studio                                          | Goofy, Pluto                             |

### Films
| Jaar | Film                    | Rol                     |
| ---- | ----------------------- | ----------------------- |
| 1987 | RoboCop                 | Justin Ballard-Watkins  |
| 1999 | Men in Scoring Position | Smiling Jack            |
| 2000 | Bob's Video             | Sheriff Harmon          |
| 2013 | I Know That Voice       | Als zichzelf            |
| 2017 | Generational Sins       | Sheriff Randall         |
| 2021 | Desert Shadows          | Detective Jerry McElroy |

### Televisie
| Jaar | Serie                              | Rol                           |
| ---- | ---------------------------------- | ----------------------------- |
| 1998 | Pumpkin Man                        | Father Goblin / Billy Bob Sr. |
| 2017 | The UnPop Podshow                  | Phil Gardender                |
| 2020 | It's a Dog's Life with Bill Farmer | Presentator                   |

- International Standard Name Identifier: 0000 0000 4109 8332
- Library of Congress Control Number: n2009004942
- MusicBrainz: 0365371a-f5eb-4ed5-b083-0f171c8dd1d1
- Virtual International Authority File: 41328228
- WorldCat: E39PBJpJf4XDMCHgB68gcv78md